# 큰부리새자리 47
큰부리새자리 47(47 Tucanae) 또는 NGC 104는 큰부리새자리 방향에 있는 구상 성단으로 지구로부터 약 4.0 ± 0.35 kpc (13,000 ± 1,100 ly) 떨어져 있으며 성단 자체의 지름은 약 120 광년이다. 큰부리새자리 47은 겉보기 등급이 +4.1로 맨눈으로 볼 수 있으며 각지름은 약 50분각이다. 천구에서 남쪽으로 크게 치우친 위치(천구 남극에서 18° 떨어져 있음)에 있기 때문에 대한민국에서는 볼 수 없으며, 1750년대에 남아프리카에서 니콜라 루이 드 라카유가 이 천체를 성단으로 처음 인식하고 난 뒤에야 천체 목록에 등재되었다.
큰부리새자리 47은 밤하늘에서 센타우루스자리 오메가 다음으로 두 번째로 밝은 구상 성단이다. 이 성단을 망원경으로 관측하여 대략 1만 개 정도의 항성이 뭉쳐 있음을 밝혀냈으며 이들 중 다수는 성단 중심부의 좁은 영역에 조밀하게 몰려 있다. 이 성단은 중심부에 중간질량 블랙홀을 지니고 있을 가능성이 있다.

## 초기 관측 역사
요한 바이어는 1603년작 우라노메트리아에서 큰부리새자리 47에 바이어 기호 큰부리새자리 크시(ξ Tucanae)를 부여했다. 1751년 ~ 1752년에 니콜라 루이 드 라카유는 이 천체를 성단으로 기록했는데, 그는 처음에는 큰부리새자리 47을 밝은 혜성의 핵으로 생각했었다. 라카유는 그의 심원천체 목록에 등재된 첫 번째 천체라는 의미에서 큰부리새자리 크시에 'Lac I-1' 명칭을 부여했다. 성단 번호 '47'은 1801년 베를린에서 요한 엘레르트 보데가 편집한 Allgemeine Beschreibung und Nachweisung der Gestirne nebst Verzeichniss (항성에 대한 일반 설명•검증과 색인)에서 부여된 것이다. 보데는 직접 이 성단을 관측하지는 않았으나, 라카유가 목록으로 만든 항성들을 별자리마다 적경 순서에 따라 재배열했다.

## 특징
이 성단은 밤하늘에서 센타우루스자리 오메가 다음으로 밝은 구상성단이며 작지만 매우 밝고 조밀한 중심핵을 지니는 것으로 유명하다. 성단을 구성하는 별이 수백만 개는 되기에 우리은하에 있는 구상성단들 중에서 질량이 매우 큰 부류에 속한다. 성단의 겉보기 크기는 이상적인 관측조건에서 대충 보름달 크기와 비슷하다. 이 성단은 소마젤란 은하의 근처에 있는 것처럼 보이지만 후자는 지구로부터 60.6 ± 1.0 kpc (200,000 ± 3,300 ly) 거리에 있어 큰부리새자리 47보다 15 배 이상 더 멀리 떨어져 있다.
큰부리새자리 47의 핵은 외계 행성 연구에 있어 중요한 관측 대상으로 허블 우주망원경을 사용하여 행성이 어머니 항성을 부분적으로 가리는 현상을 찾으려 하고 있다. 태양 근처 항성들에서 행성이 발견된 사례로 볼 때 이 곳에서도 10 ~ 15 개 정도 행성이 나오리라 기대했지만 지금까지 발견된 행성은 없다. 이는 구상성단에서 행성이 상대적으로 희귀함을 암시한다. 이후 별의 밀도가 낮은 성단 바깥쪽 영역을 지상에서 관측했는데, 이 연구에서도 행성을 몇 개 정도 찾을 수 있을 것이라는 기대와는 달리 하나도 발견하지 못했다. 이는 별의 밀도가 높은 것보다는 성단의 금속함량이 낮은 것이 행성이 발견되지 않는 원인임을 뚜렷하게 보여준다.

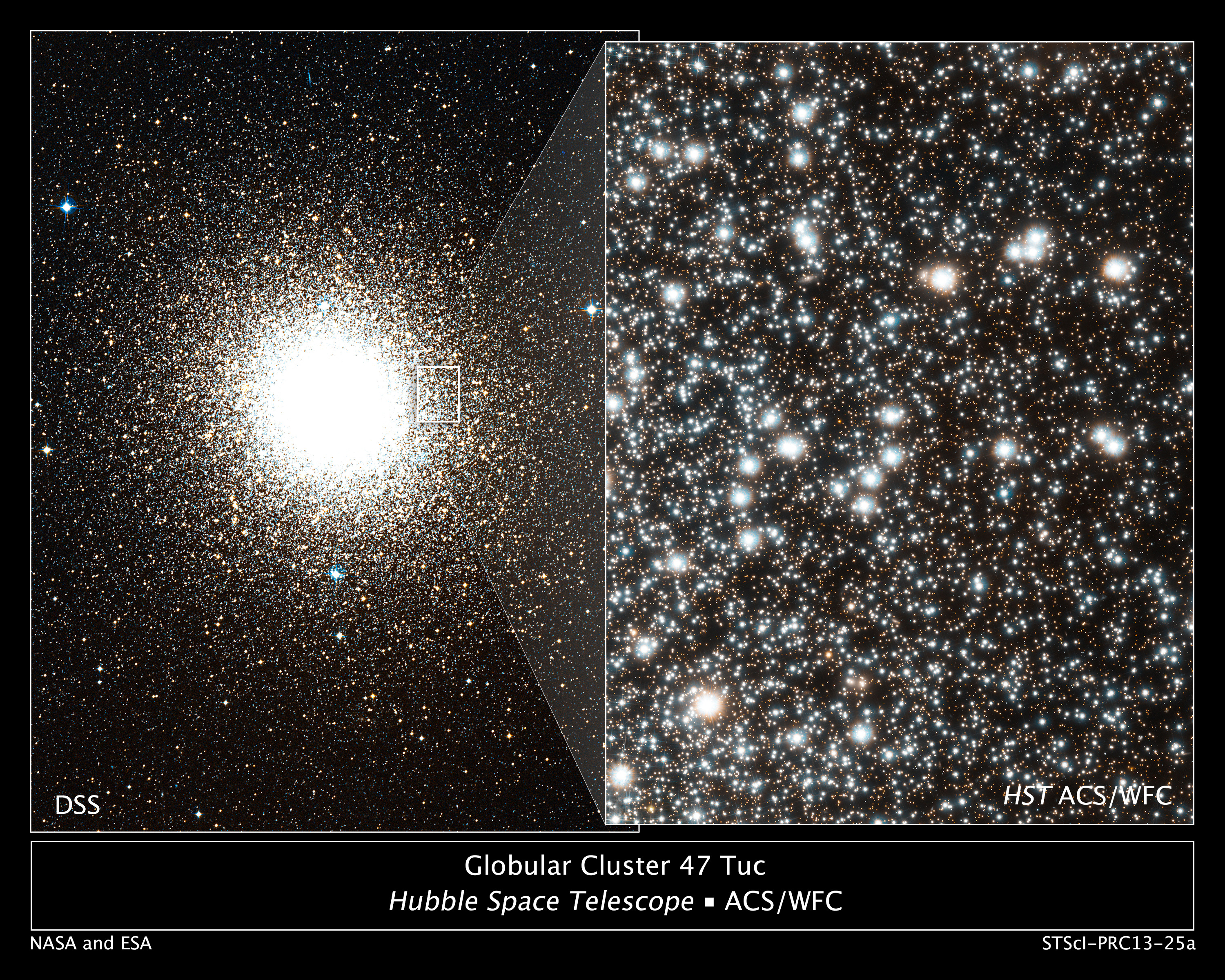
큰부리새자리 47 내 여러 항성종족들.

큰부리새자리 47에는 나이와 금속함량이 다른 항성종족이 최소 둘 있다. 별이 빼곡한 핵에는 최소 21 개의 청색 낙오성들을 포함하여 과학적 흥미를 유발할 만한 특이한 별들이 많이 있다. 구상성단은 항성들을 질량에 따라 효율적으로 구별하는데, 예를 들어 질량이 제일 큰 항성들은 성단 중심부로 떨어진다.
큰부리새자리 47에는 쌍성계에 있기 때문에 채층 활동이 증가한 항성들, 동반성으로부터 물질이 강착되는 백색왜성들이 포함된 격변변광성들, 지금은 강착을 멈춘 중성자별들(뜨거운 표면으로부터 발산되는 엑스선 때문에 관측이 가능함)이 포함된 저질량 엑스선 쌍성들 등 엑스선원 수백 개가 있다. 47에는 밀리초 펄사 25 개가 있어 알려진 구상성단들 중 두 번째로 펄사의 수가 많다. 이 펄사들은 엑스선 쌍성 단계에서 짝별로부터 온 물질이 강착되면서 회전 속도가 올라가는 것으로 보인다. 성단 내 펄사 계의 구성원인 큰부리새자리 47 W는 지금도 짝별인 중성자별에 질량을 공급하고 있는 것으로 보이며 이는 이 계가 물질이 강착되는 저질량 엑스선 쌍성에서 밀리초 펄사로 변환이 거의 다 완료되었음을 뜻한다. 찬드라 엑스선 천문대의 관측 결과 큰부리새자리 47 내 밀리초 펄사 대부분이 엑스선을 방출(중성자별 표면에서 나오는 것 같다.)하고 있음이 확인되었다. 큰부리새자리 47은 감마선이 탐지된 최초의 구상성단으로 페르미 감마선 우주망원경으로 밀리초 펄사들이 감마선을 방출하는 것을 관측했다.

### 블랙홀의 존재
큰부리새자리 47의 중심부에 블랙홀이 있는지의 여부는 확실하지 않다. 허블 우주망원경의 자료에 따르면 47 중심부에 존재 가능한 블랙홀의 질량은 대략 태양질량의 1500 배 아래로 제한된다. 그러나 2017년 2월 천문학자들은 성단 내 펄사의 운동과 분포로부터 블랙홀의 존재를 포착해냈으며 이로부터 태양질량 2200 배 정도의 블랙홀 하나가 성단 중심부에 자리잡을 수 있다고 발표했다. 다만 최근 이 펄사들을 보다 광범위하게 업데이트한 최근의 시간차 자료에 따르면 블랙홀의 존재를 증명하는 명확한 증거는 없다고 한다.

## 최신 발견
2008년 12월 오스트레일리아 웨스턴시드니 대학교의 Ragbir Bhathal은 큰부리새자리 47 방향으로부터 레이저 비슷한 강력한 신호를 포착했다고 주장했다.
2015년 5월 성단 내 질량 분리 과정이 진행되는 증거를 최초로 포착했다는 발표가 나왔다. 큰부리새자리 47의 헤르츠스프룽-러셀 도표에 의하면 항성들의 나이는 대략 130억 년으로 이는 비정상적으로 늙은 수치이다.